# Giorgia Baratella
Giorgia Baratella (Rivoli, 8 gennaio 1975) è un'ex discobola italiana, vincitrice di due titoli nazionali ai Campionati italiani invernali di lanci.
Vanta 7 presenze nella Nazionale di atletica leggera dell'Italia.

## Biografia
Ha iniziato la sua carriera di atleta con i giochi studenteschi del 1991, dopo aver praticato per diversi anni il nuoto e la pallavolo. Ha conseguito un diploma in fisioterapia, con specializzazione in osteopatia. È tesserata con la società Fiamme Oro, di Padova.
Vanta sette presenze nella Nazionale di atletica leggera dell'Italia, spesso portata a formare la squadra delle varie edizioni della Coppa Europa invernale di lanci.

## Campionati nazionali
2000
- ai Campionati italiani invernali di lanci, lancio del disco - 52,76 m

2005
- ai Campionati italiani invernali di lanci, lancio del disco - 52,57 m

2007
- ai Campionati italiani assoluti di atletica leggera, lancio del disco (Padova)

2009
- ai Campionati italiani assoluti di atletica leggera, lancio del disco (Milano)

## Altre competizioni internazionali
2003
- 15ª alla Coppa Europa invernale di lanci ( Gioia Tauro), lancio del disco - 52,55 m [2]

2005
- 11ª alla Coppa Europa invernale di lanci ( Mersin), lancio del disco - 52,89 m [3]